# Miss Armenia
Miss Armenia è un concorso di bellezza femminile che si tiene annualmente in Armenia per scegliere le rappresentanti locali per i concorsi di bellezza internazionali, come Miss Mondo o Miss Universo.
Il concorso non si è disputato dal 2008 al 2011.

## Albo d'oro[1]
| Anno | Vincitrice            | Località | Note                               |
| ---- | --------------------- | -------- | ---------------------------------- |
| 1996 | Karine Khachatrian    |          |                                    |
| 1997 | Angelina Babajanyan   |          |                                    |
| 1998 | Gohar Harutunyan      |          |                                    |
| 2000 | Kristina Babayan      |          |                                    |
| 2001 | Irina Tovmasyan       | Erevan   |                                    |
| 2003 | Lusine Tovmasyan      | Erevan   | 2ª classificata a Miss Europa 2005 |
| 2006 | Marina Vardanyan      | Erevan   | Top 12 a Miss Europa 2006          |
| 2007 | Margarita Sarukhanyan | Erevan   |                                    |
| 2012 | Anna Arakelyan        |          |                                    |